# Discurso de Gazimestan

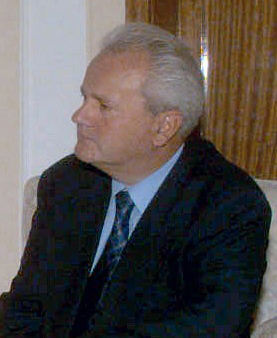
Imagem de Slobodan Milošević. Durante o julgamento, em que foi submetido em Haia, pelo Tribunal Penal Internacional para a antiga Jugoslávia por seu papel nas guerras iugoslavas, foi considerado instigador da mesma através do discurso de Gazimestan

O Discurso de Gazimestan foi proferido em 28 de junho de 1989 por Slobodan Milosevic, então presidente da República Socialista da Sérvia. Foi a peça central de um dia dedicado às comemorações dos 600º aniversário da Batalha do Kosovo, onde o reino medieval sérvio foi derrotado pelo Império Otomano. O discurso foi feito diante de um milhão de pessoas, no lugar onde a batalha foi travada, o campo de Gazimestan em Kosovo Polje, o centro do Kosovo. Isso ocorreu num contexto de intensa tensão étnica entre sérvios e albaneses no Kosovo e o aumento das tensões políticas entre a Sérvia e as repúblicas da então República Socialista Federativa da Iugoslávia.
O discurso ficou famoso pela referência de Milošević à possibilidade de "confrontos armados" no futuro do desenvolvimento nacional da Sérvia. Muitas fontes descrevem isto como um prenúncio da dissolução da Iugoslávia e à carnificina das guerras iugoslavas. O discurso fala literalmente de "guerras" no contexto de "aplicar a prosperidade econômica, política, cultural e social em geral" e o mesmo disse mais tarde que havia sido manipulado. Esta opinião é partilhada por diferentes análises, que sustentam que a deturpação posterior da mensagem trouxe consequências desastrosas para os eventos posteriores na região.